# مايكل تشيكلس
مايكل تشيكلس (بالإنجليزية: Michael Chiklis)‏ ممثل أمريكي من مواليد 30 أغسطس 1963 م، حاصل على جائزتى الأيمي 2002 م والغولدن غلوب 2003 لأفضل ممثل في مسلسل درامي عن دوره في الدرع (مسلسل أمريكي).

## روابط خارجية
- مايكل تشيكلس على موقع IMDb (الإنجليزية)
- مايكل تشيكلس على موقع روتن توميتوز (الإنجليزية)
- مايكل تشيكلس على موقع ألو سيني (الفرنسية)
- مايكل تشيكلس على موقع ميوزك برينز (الإنجليزية)
- مايكل تشيكلس على موقع أول موفي (الإنجليزية)
- مايكل تشيكلس على موقع قاعدة بيانات برودواي على الإنترنت (الإنجليزية)
- مايكل تشيكلس على موقع قاعدة بيانات الأفلام السويدية (السويدية)
- مايكل تشيكلس على موقع إن إن دي بي (الإنجليزية)
- مايكل تشيكلس على موقع قاعدة بيانات الفيلم (الإنجليزية)
- مايكل تشيكلس على موقع كينوبويسك (الروسية)